# 我只喜欢你
《我只喜歡你》（法語：Le coup de foudre），2019年中国大陸偶像剧，根據乔一所著小說《我不喜欢这世界，我只喜歡你》改編，由吴倩、张雨剑、趙志偉、马栗领衔主演。該劇於2018年3月開機，7月殺青。2019年4月29日起，於优酷视频、腾讯视频等平台首播，台灣地區可由LiTV 線上影視、LINE TV、愛奇藝台灣站、myVideo收看。

## 播出平台
| 频道     | 所在地              | 首播日期       | 播出时间                                        | 备注                                   |
| -------- | ------------------- | -------------- | ----------------------------------------------- | -------------------------------------- |
| 优酷视频 | 中国大陆            | 2019年4月29日  | 每週一至週三20:00各更新2集， 会员周一抢先看下周 |                                        |
| 腾讯视频 | 中国大陆            | 2019年4月29日  | 每週一至週三20:00各更新2集， 会员周一抢先看下周 |                                        |
| LINE TV  | 臺灣                | 2019年4月29日  | 每週一至週三21:00各更新2集， VIP會員提前看下週  |                                        |
| dimsum   | · 马来西亚          | 2019年4月29日  | 首播當天更新12集， 每周一晚上9点更新6集         |                                        |
| dimsum   | 印度尼西亞 · 新加坡 | 2019年10月29日 |                                                 | 印尼和新加坡於6个月后上线              |
| 中华TV   |                     | 2019年6月10日  | 每週一和週四 24:00(UTF+9)                       | 翻譯名稱：《너만 좋아해 : 아지희환니》 |
| 佳樂台   | 新加坡              | 2019年6月14日  | 星期一至五 23:00                                |                                        |
| BS11     | 日本                | 2020年8月21日  | 每週一和週五 11:29-12：00(UTF+9)                | 翻譯名稱：《となりのツンデレ王子》     |
| 人間衛視 | 臺灣                | 2021年6月28日  | 每週一和週五 22:00-23：00                       |                                        |

## 劇情簡介
赵乔一和言默是高中同桌，一个学渣、一个学霸，原本不对路的两人在毕业前夕有了一个留学之约。可这个约定，却因为乔一家庭变故而没能实现，毕业后两人就断了联系。四年后在一次電視台採訪，让两人再次见面，接连不断的陰錯陽差，赵乔一终于认清了自己的情感，鼓起勇气，决定去言默工作的城市，追求自己的幸福，却意外发现言默身边早已有了其他人。学习工作无人能敌的学霸言默，不善于表达自己的感情，他为赵乔一默默做的那些事，只有他自己知道。在朋友们的帮助下，经历过无数困难和挫折，两人终于排除了所有横亘在彼此之间的障碍，走到了一起，实现了最初的那个约定，从校服走到婚纱。婚后的两人回顾曾经的种种，才发现，原来最后的那个人在最开始就已经出现，原来陪伴才是最长情的告白。

## 演员列表

### 领衔主演
喬默CP

| 演員   | 角色        | 介紹 |
| 吴倩   | 赵乔一/Joey | 巨蟹座，生日7月3日，迷戀山羊座的周杰倫，性格軟萌、單純善良，卻也迷糊健忘，喜歡飲可樂，言默的妻子。 在校排名倒數的她，有個學霸雙胞胎哥哥，從小和哥哥相當要好，有著良好的默契，兩人雖愛打打鬧鬧，卻也是彼此不可或缺的存在。 高中時遇上摩羯座的言默，因一次機緣巧合下，趙喬一選擇言默而成為同桌，從此她就走進了言默的生命中。那年他們誰也沒想到會成為彼此此生的重要羈絆。 在學校期間情愫暗生，本想與言默去英國留學，但因家裡突如其來的意外，加上覺得配不上言默而拒絕了他的心意，因此高中畢業後便沒有聯絡 。 即使大學時趙喬一曾到劍橋大學一遊，陰差陽錯與言默同處一屋，卻終未能相見。雖然如此，趙喬一心中一直只有言默一個，所以大學期間都沒談過戀愛。 在南川大學傳播媒體學系畢業後，加入電視台成為編導，在一個電視節目中與言默重逢，當她知道言默為了她已經行了「九十九步」，終於認清自己對言默的感情，覺得必須為了言默行「最後一步」，哪怕這一步可能要她放棄一切都在所不惜。 為了與言默再續前緣，她辭掉工作轉去北京，同時加入了言默的公司。 更加成熟的喬一已經懂得「要主動爭取，才值得被愛」。為了可以留在言默身邊，即使在公司被「情敵」程由美為難，依然忍氣吞聲，同時與言默維持著「戀人未滿」的曖昧關係。 一次因誤租樓房而被趕留落街頭，言默開車接濟時，質問她為何要放棄在南川一份理想的工作，而跑來北京時，她終於鼓起勇氣向言默告白，最後他們一吻定情，繼而開始「同居」生活，同時收養流浪狗小刀。 後來言默因公司產品失當而面臨破產，她還是默默在言默身邊支持他，就算言默最終因不欲拖累她而提出分手，她依然沒有離開言默，繼續默默地支持他。 一次她於言默舊居中，對著姥爺遺照一時感慨說出要與言默共同面對一切難關的深情告白，意外地被言默聽見了，加上趙觀潮對言默的提醒，使他放下身段回南川，重新追回她而重歸於好，而言默因她的啟發而創出 "為你 FOR YOU"APP，因而可以東山再起。 經過九年的時光，他們終於共結連理， 「我從小一直運氣不好，遇見你應該花光了我所有的好運氣，在未來這個善變的世界里，我想和你一起去看永遠！」 |
| 张雨剑 | 言默/Frank  | 摩羯座，從少獨自長大 大部份時間只有愛犬’姥爺’陪伴 喜歡吃三明治 高才生, 在校排名全年級第一， 沉默寡言也不擅交際 是班上的獨行俠，班上的同學幾乎都不認識 一次機緣巧合下,被趙喬一”選”上了而成為同桌. 一開始言默對喬一秉持著冷漠的態度 再到逐漸被她的性格吸引,趙喬一成為了他第一個朋友 ,從此走進了他的生命中,他也不知不覺間喜歡上這位’朋友’但他們這段’戀人未滿’的曖昧關係卻因趙喬一拒絕他的好意而無疾而終 後 來言默於劍橋大學電子工程系畢業，成為一名電子工程師 回國創業 對於趙喬一,,言默從來就沒有’理智’過 :高中時, 不喜歡飲可樂的他卻會為喬一偷偷多買一罐,一向直言的他卻又會為去看周杰倫的喬一向老師說謊 知道有同學想向喬一表白,會出言勸退’情敵’更會為了保護喬一而挺身而出, 當年在英國時,因’誤會’ 喬一已經有男朋友而傷心得買醉痛哭,後來得知真相後又高興得忘形.在言默心目中 從來就只有趙喬一. 當他畢業回國後,本以為與趙喬一無緣再會,卻在一個電視節目中重遇 . 而趙喬一再次走進他的生命中. 再遇趙喬一,言默禁不住向她訴說當年因她最終選擇’失約’的失望,因而使喬一知道原來言默為了她默默付出了許多,使她終於認清自己對情感,因而使她不惜放棄一切,轉到北京要與言默再續前緣. 言默當得知趙喬一來到北京同時加入了他的公司時,雖沒什麼表示 但仍默默守護著喬一 更在她落難提供援手 因而被喬一勇敢告白而一吻定情 開始"同居"生活 同時收養流浪狗小刀 後言默因公司產品失當而面臨破產,不欲拖累趙喬一而提出分手 最終因在南川的舊居中意外聽見了趙喬一的深情告白,加上趙觀潮的提醒 使他放下身段重新追回她而重歸於好 而因趙喬一的啟發 言默成功創出 "為你 FOR YOU"APP 而東山再起 最終經過九年 言默與趙喬一終於成婚 修成正果 ”從遇見妳的那一刻起,我就沒打算跟妳分開,所以有一點妳可以確認 我永遠是妳的! |
| 趙志偉 | 赵观潮      | 郝五一的丈夫，趙喬一的雙胞胎哥哥，北京某大學的醫學院畢業。在校全年級排名萬年第二，卻“不愛江山愛美人”，要數交過的女朋友十根手指都不夠。 表面上雖然吊兒郎當、成天泡妞。原本是要立志當空軍飛行員，但因為趙觀潮的繼父，因追捕犯人出了車禍，而失去了雙腿，後願望改成是當醫生。 作為趙喬一哥哥，趙觀潮是個另類“妹控”。與喬一表面上互損，實則極其在意，愛護喬一。後與趙喬一的閨蜜郝五一結婚。 喜欢郝五一 |
| 马栗   | 郝五一      | 趙觀潮的妻子，趙喬一的閨密，原就讀北京某家私立大學，但是因為常翹課，後被退學，專注於寫作，成為一名作家。家境富裕，為人熱情真誠，好奇心重，做事大膽，常常不計後果。個性活潑開朗也單純，對朋友相當義氣，學習上屬於典型的學渣，卻一股腦兒地栽在感情方面。成績方面雖不佳，卻對寫作有強烈興趣及天賦。平日裡像个大大咧咧的女漢子，但遭遇愛情却細膩如小女人，渴望得到心儀男性的認可和關懷。後與趙喬一的雙胞胎哥哥趙觀潮结婚。在高中时就爱上了赵观朝 |

### 其他演员
| 演員     | 角色          | 介紹 |
| 安戈     | 費大川/Feman  | 雙魚座，言默同齡的舅舅，也是高中同学兼好好朋友，高爾夫球管理系畢業。費大川為人仗義，外表凶神惡煞，實際上正直義氣。性格也有些鲁莽，直性格熱心腸的他，常常會鬧出點“腦抽”的事情来。運氣極好，考試選擇題靠擲骰子能全矇對，走在路上就能撿到錢。喜歡程由美。                                                      |
| 張芮僑   | 程由美/Alicia | 天蝎座，禾信集團的小姐，程也的妹妹，言默媽媽同事的女兒，和言默是青梅竹馬。集美貌、家世和姣好身材於一身，條件雖好卻入不了言默的眼，因此困惑而對喬一心生嫉妒。後喜歡費大川，也和趙喬一、郝五一成為好朋友。為了要讓父親答應投資熊貓科技，跟父親交換條件，去英國攻讀工商管理碩士。                              |
| 强巴才丹 | 高老师        | 赵乔一与言默的高中数学老师，在学生面前幽默风趣、逗比八卦的高老师也拥有一颗赤子之心。少年时期的他因为父母的压力只能放弃自己的摇滚梦，报考师范，对于教师这个职业充满敬畏。性格开朗的他时常与自己的学生打成一片，把学生当作自己的朋友。跟著高三3班的學生一起畢業，在廢棄的軌道上開了一間酒吧，繼續自己的夢想。 |
| 楊天琪   | 程也          | 綽號【二百五】，禾信集團的太子爺，程由美的哥哥。擅長吹牛，性格愛玩，講話方式讓大川覺得很搞笑。因為健康手環跟費大川和言默過不去，處處針對他們。後來費大川因為健康手環的投資事情找他幫忙，跟大川交換條件要求大川跟他比賽踢足球，但是要讓他射門成功1球，之後就和大川成為好朋友。                               |
| 閻青妤   | 趙素英        | 趙喬一、趙觀潮的媽媽。 |
| 楊超然   | 田衛民        | 趙喬一、趙觀潮的繼父，因追捕犯人出了車禍，雙腿不良於行。 |
| 谢雨桐   | 丁胜楠        | 郝五一的媽媽，作為單親媽媽獨自撫養五一長大，獨立創業。在學生時期是籃球校隊，也從小培訓五一也讓她因此而得了不少籃球獎項。 於32集因淋巴癌辭世。 |
| 曹艳艳   | 林姝          | 言默的媽媽、費大川的姐姐。在芭蕾舞團擔任首席，因需表演長年旅居英國，卻也因此而離婚並試圖隱瞞言默，後被揭穿。 |
| 王耿豪   | 艾瑞克/Eric   | 言默媽媽的未婚夫。英籍華人，在英國大學當教授。 |
| 邵如一   | 孙振齐        | 乔一與五一的高中同学，喜歡王語然，被拒絕後迫於壓力跳樓，懷恨在心而發現王語然家裡是擺攤的便公布於眾，甚至故意刁難王語然的爸爸。 |
| 刘轩     | 劉桂林        | 外號『大師』，乔一的高中同学。擅長寫情詩、念情詩，告白心儀的女生，但都被他嚇跑，是喬一班上搞笑娛樂人物。之後去了澳洲2年，後回國在學校附近開了一家餐廳。 |
| 张可盈   | 于苗苗        | 乔一與五一的高中同学。 |
| 郭秋成   | 言父          | 言默的生父。在言默10歲那年與言默媽媽已經離婚了，在高一那年被言默懷疑，跟喬一交換條件，喬一跟蹤後在餐廳得知他重組另外一個家庭了，並且有一位小兒子了。最後在言默審問下才坦承已與林姝離婚七年了，後離開家庭。                                                                                                  |
| 趙柯迪   | 周照          | 劍橋大學電子工程系畢業，也是言默在英國倫敦時的室友兼朋友。在書店恰巧看到哈利波特的書，之後讓給郝五一，對郝五一一見鍾情。 |
| 梁超     | 王威          | 熊貓科技公司员工，健康手環因為被程也助理騙而洩密的內奸，但因言默见王威诚恳道歉並因不是為了錢而洩的密，于是挽留他继续留在公司。 |
| 楊之楹   | 王語然        | 乔一與五一的高中同学，被班上同學稱為「女神」，家裡經營路邊小攤販。被孙振齐和他父母鬧學校，而後辦了退學。後來在北京與喬一相遇，在一視頻網站做主持人。 |

## 電視劇歌曲
| 曲序 | 曲目                                |              | 作曲             | 演唱         |
| ---- | ----------------------------------- | ------------ | ---------------- | ------------ |
| 1.   | 藏不住的心跳（片頭曲）              | 樊凡         | HWANG YOUNGJU    | 四葉草       |
| 2.   | Never Let You Go（片尾曲）          | 薩吉         | HWANG YOUNGJU    | 薩吉         |
| 3.   | 春光如此不得你（插曲/片尾曲中文版） | 薩吉         | HWANG YOUNGJU    | 薩吉         |
| 4.   | 我只喜歡你（主題曲）                | 王雅君       | 金大洲           | 胡夏         |
| 5.   | 最相愛的朋友（插曲）                | 馬栗、孫藝   | Jihoon Choi      | 马栗         |
| 6.   | 站你這邊（插曲）                    | 樊帆         | SOE，PING        | 李佳潔、張悅 |
| 7.   | 冉冉（插曲）                        | 王雅君       | EO KAI KANG PHAI | 周子琰       |
| 8.   | 親愛的你（插曲）                    | 周潔穎       | HWANG YOUNG JU   | 費定安       |
| 9.   | 兩萬赫茲的距離（插曲）              | 薩吉、金大洲 | 金大洲           | 金大洲       |

## 電視節目的變遷
| 新加坡 佳乐台 “11点人气剧”剧场               | 新加坡 佳乐台 “11点人气剧”剧场                  | 新加坡 佳乐台 “11点人气剧”剧场 |
| -------------------------------------------- | ----------------------------------------------- | ------------------------------ |
|                                              | 我只喜歡你 （2019年6月14日 - 2019年8月1日）     |                                |
| 大宋北斗司 （2019年4月25日 - 2019年6月13日） | 你有念大學嗎？ （2019年8月2日 - 2019年8月28日） |                                |

| 臺灣 緯來綜合台 星期一至五 19:00 - 21:00（兩集連播） · 10月1日、10月2日 暫停播出 · 10月5日 19:00 - 20:00 | 臺灣 緯來綜合台 星期一至五 19:00 - 21:00（兩集連播） · 10月1日、10月2日 暫停播出 · 10月5日 19:00 - 20:00 | 臺灣 緯來綜合台 星期一至五 19:00 - 21:00（兩集連播） · 10月1日、10月2日 暫停播出 · 10月5日 19:00 - 20:00 |
| --- | --- | --- |
| | 我只喜歡你 （2020年9月8日 - 2020年10月5日）                                                              | |
| 那片星空那片海2 （2020年8月13日 - 2020年9月7日）                                                         | 愛上你治癒我 （2020年10月6日 - 2020年11月4日）                                                           | |